# Bronson M. Cutting
Bronson M. Cutting (Great River, 1888. június 23. – Atlanta, 1935. május 6.) az Amerikai Egyesült Államok szenátora (Új-Mexikó, 1927–1928 és 1929–1935).